# Casa de Meneses

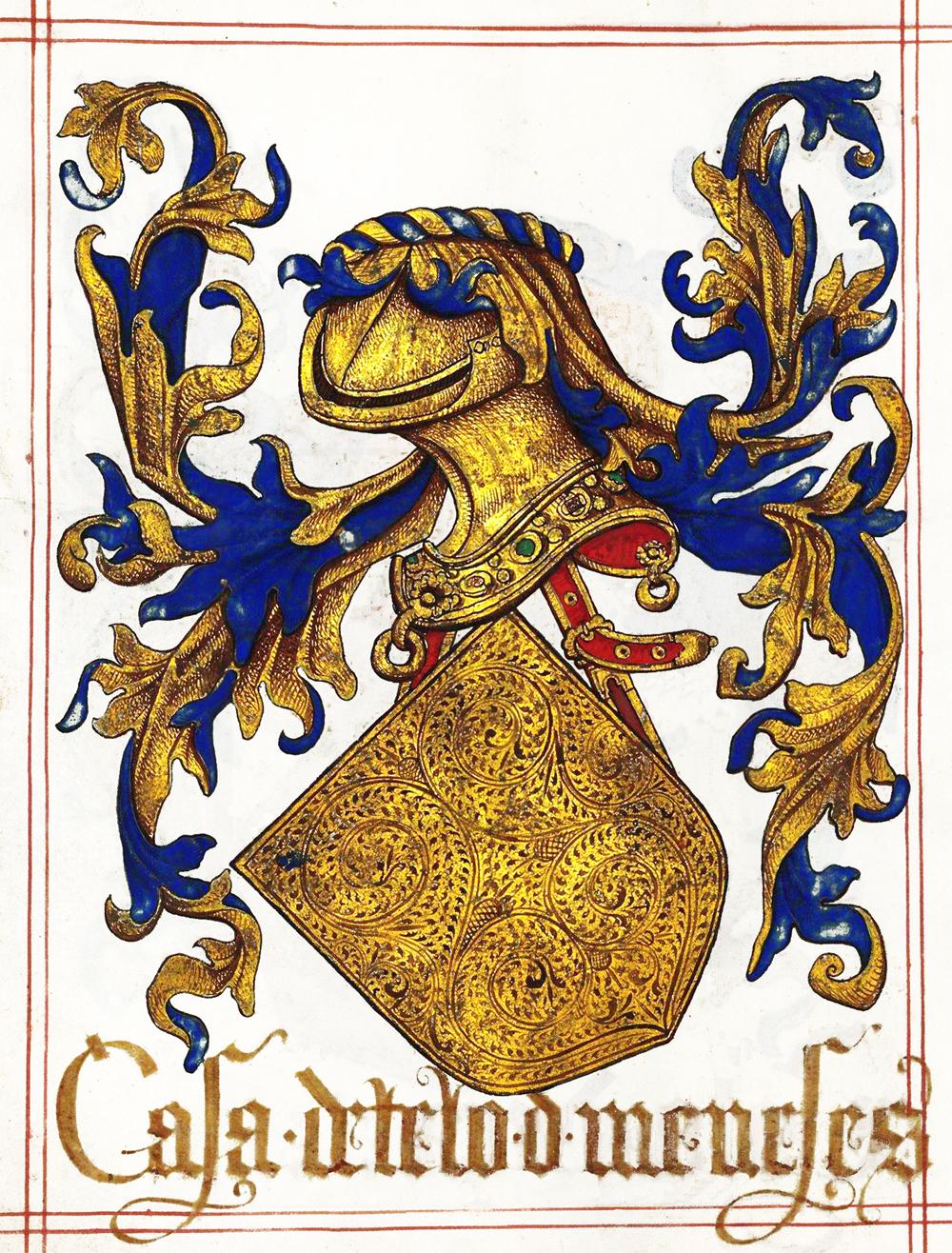
Armas primitivas o simples de la Casa de Meneses ("Casa d. Telo d. Meneses") en el "Livro do Armeiro-Mor" (c. 1502) conservado en el Archivo Nacional de la Torre do Tombo de Portugal.

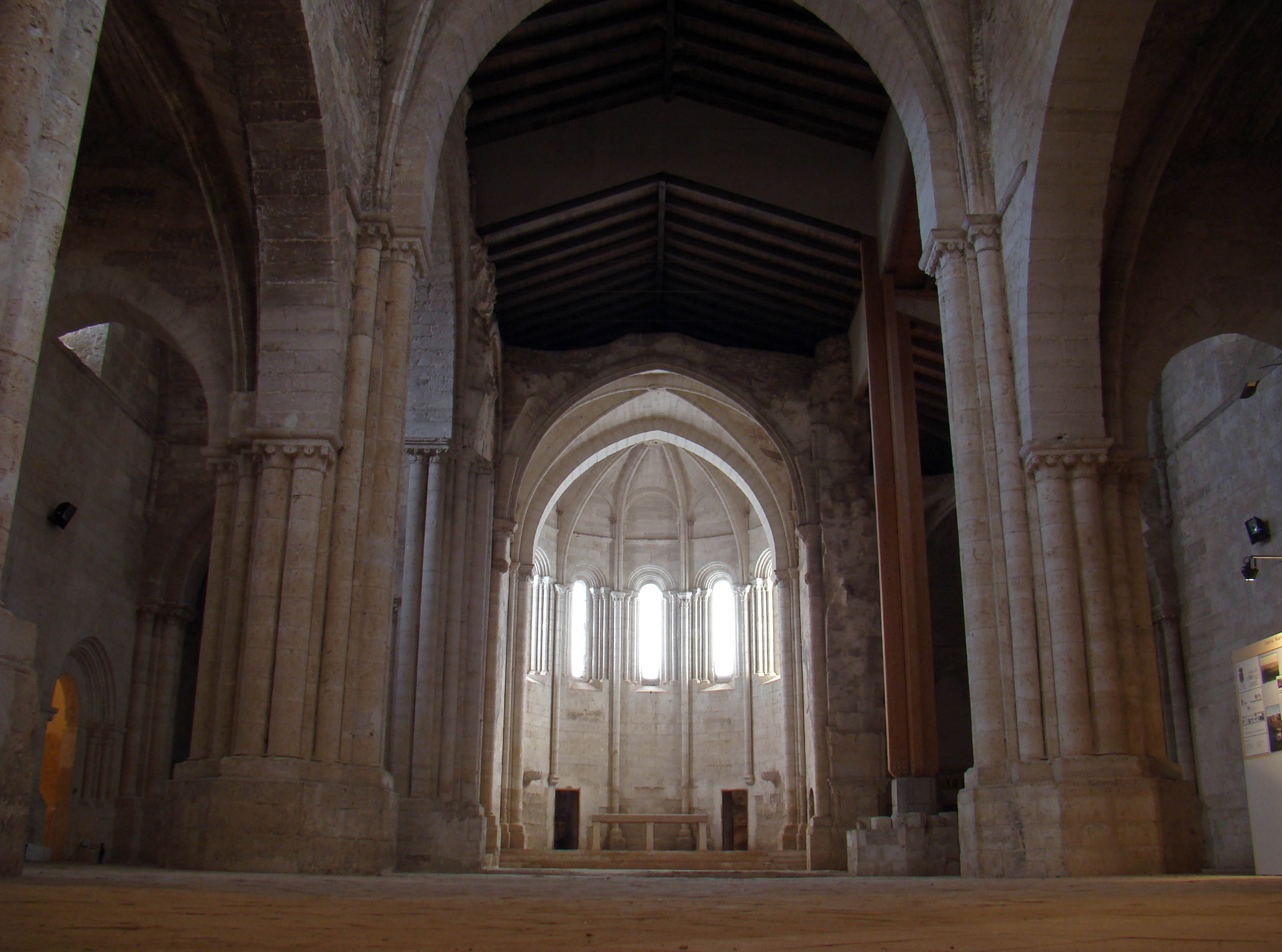
Monasterio cisterciense de Santa María de Palazuelos, fundado por Alfonso Téllez de Meneses y Teresa Sánchez de Portugal en 1213.

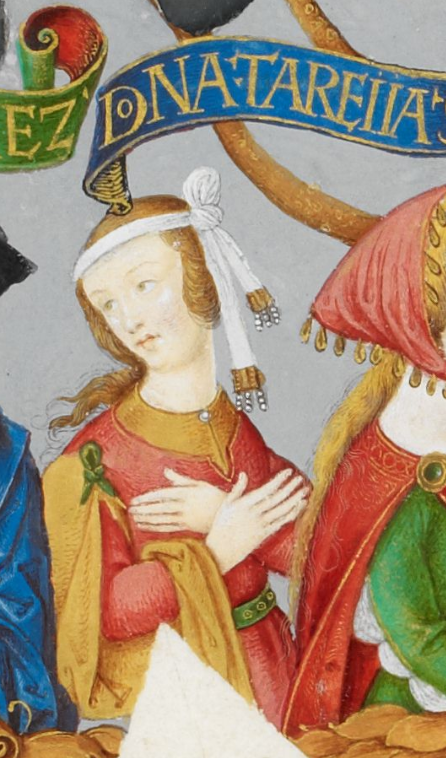
Teresa Sánchez de Portugal, señora de Albuquerque y señora consorte de Meneses, representada por Antonio de Holanda en el libro "Genealogia dos Reis de Portugal" (c. 1530), British Library, Londres

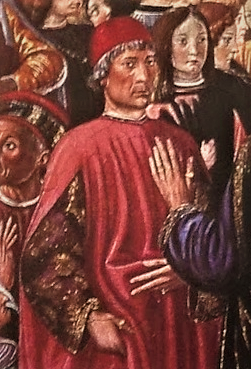
García de Meneses, representado en la Capilla Sixtina por Cosimo Rosselli (Sermón de la Montaña, 1481)

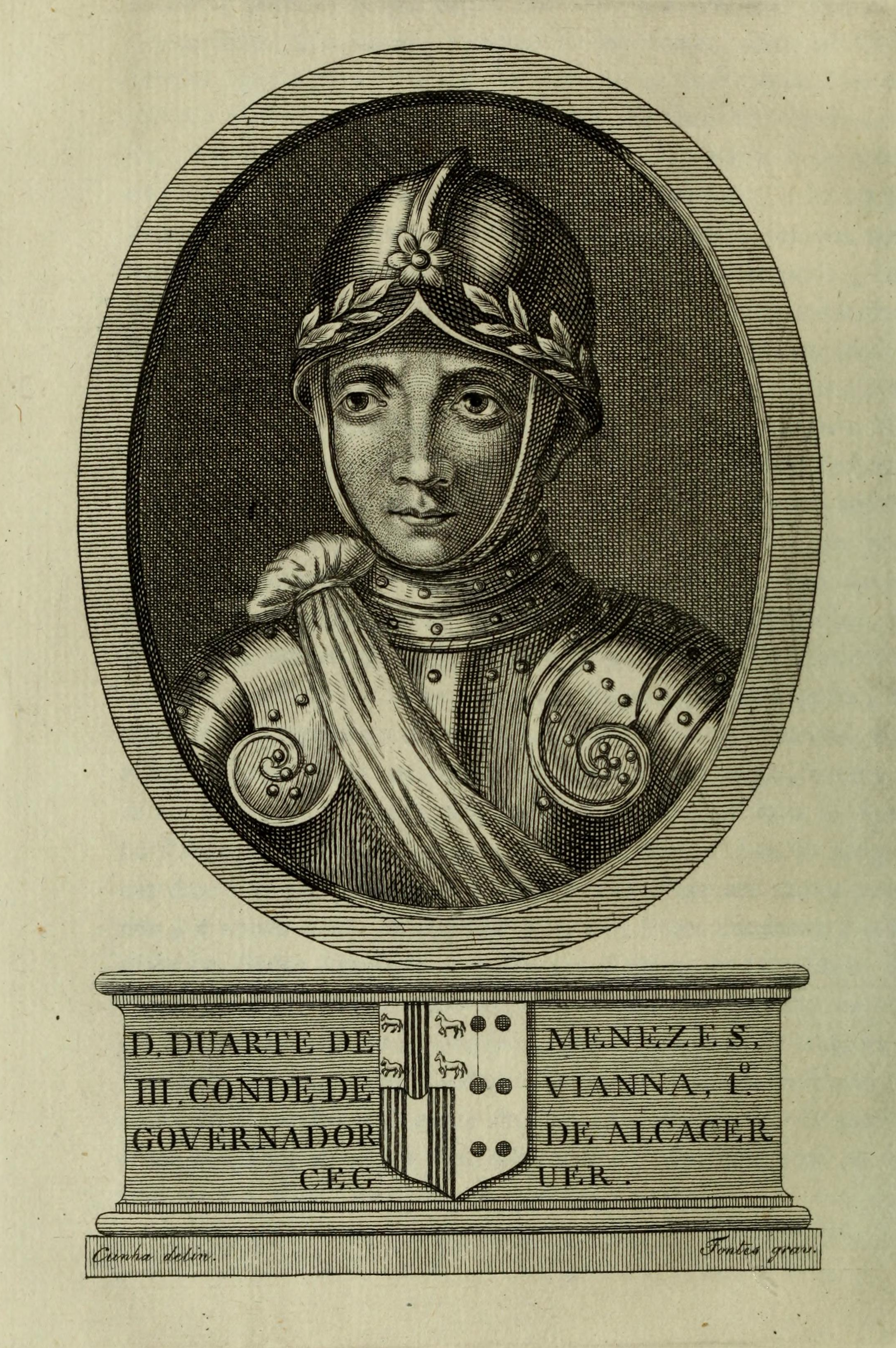
Duarte de Meneses, III conde de Viana do Alentejo

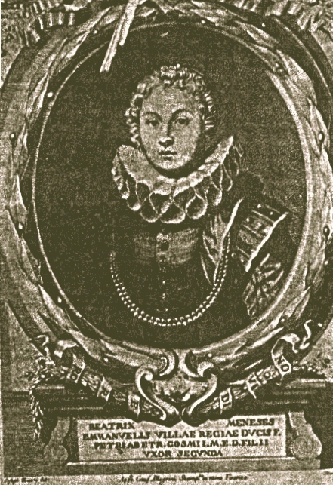
Beatriz de Meneses, gran duquesa de la Toscana por su matrimonio con Pedro de' Medici (hija de los duques de Villa Real)

La Casa de Meneses es un linaje nobiliario ibérico originario del Reino de Castilla con importantes ramificaciones en el Reino de Portugal, fundado en el siglo XII por Tello Pérez de Meneses, I señor de Meneses en la merindad de Tierra de Campos, Reino de Castilla. Los Meneses ocuparon un papel de primer orden en la política medieval de la península ibérica, siendo consideradas una de las casas nobiliarias más prestigiosas de Europa occidental, si bien nunca alcanzaron la condición de casa reinante sino en calidad de consortes.
Alternaron su apellido con diversos patronímicos, entre los que destacaron "Téllez", "Tello", "Alfonso", "Anes", "Martínez", "González", entre otros.  Entre sus miembros más connotados se encontraron Leonor Téllez de Meneses, reina regente de Portugal,  Beatriz de Meneses, gran duquesa de la Toscana, la infanta Mayor Alfonso de Meneses (madre de María de Molina, reina regente de Castilla), Manuel de Meneses, I duque de Villa Real, Miguel de Meneses, I duque de Camiña, Duarte de Meneses, virrey de la India Portuguesa,  Alfonso Téllez de Meneses, conquistador de Albuquerque,  Tello Téllez de Meneses, obispo de Palencia, Juan de Meneses, obispo de Zamora y embajador en Roma, Pedro de Meneses, almirante de Portugal, entre muchos otros.
En Portugal obtuvieron los condados de Alcoutim, Barcelos, Orém, Neiva, Loulé, Ericeira, Tarouca, Viana do Alentejo, Villa Real y de Valença, los marquesados de Marialva, Castanhede, Vila Real y Peñalva, los ducados de Caminha y Villa Real. En España recibieron los condados de Peñalva, Foncalada, de Valenza y Valladares, además del reconocimiento del marquesado de Villarreal y el ducado de Camiña (con Grandeza de España desde 1641).  
Con la transmisión del patrimonio familiar por vías femeninas, otros linajes adoptaron el apellido Meneses por agnación fingida, encontrándose en determinadas líneas de la Casa de Borgoña (descendencia de Alfonso Téllez de Molina) de la Casa de Trastámara (descendencia de Fernando de Noroña), y de la Casa de Girón (la Casa de Téllez-Girón). 
La historia de los Meneses fue parodiada en la comedia de Lope de Vega "Los Tellos de Meneses" (c.1620).

## Origen de la Casa de Meneses
No obstante las numerosas hipótesis, el origen de los Meneses no ha sido propiamente identificado más allá de Martín Pérez, señor de Tordesillas y merino mayor de la reina Urraca I de León a inicios del siglo XII, de quien se supone un probable origen altonobiliario, a cuenta de su matrimonio con Mayor Pérez, primogénita del conde Pedro Ansúrez. Su hijo, Pedro Martínez (quien algunos autores hicieron falsamente hijo de Martín Fláinez), se encuentra documentado junto a su cuñado Rodrigo Fernández de Castro "el Calvo" en diversos documentos relativos a sus transacciones familiares.

## Tello Pérez, I señor de Meneses
Hijo de Pedro Martínez fue Tello Pérez, I señor de Meneses de Campos a finales del siglo XII, considerado el genearca histórico del linaje junto a su esposa Gontrodo García, hija García Pérez (nieto de Martín Fláinez) y Teresa Pérez, fundadores del monasterio cisterciense de Santa María de Gadefes. Tello Pérez alcanzó una destacada posición en la corte del rey Alfonso VIII de Castilla, ocupando las tenencias de Cea y Grajal, además de participar en la conquista de Cuenca de 1177 y en la repoblación del valle del Guadiana. En su ascenso, obtuvo un amplio señorío en la Tierra de Campos, incluyendo los alfoces de Meneses y Montealegre, el valle del Sequillo, el infantado de Matallana (Villalba de los Alcores) y Villerías, así como otras heredades en las zonas de Carrión y Villacreces, convirtiéndose en uno de los magnates castellanos de mayor importancia a finales del siglo XII. Sobre sus heredades mercedadas fundó el Monasterio cisterciense de Matallana y el Hospital de Villamartín, que luego otorgó a la Orden de Santiago, además de otro también desaparecido en San Nicolás del Real Camino.

## Consolidación
Fueron los hijos de Tello Pérez y Gontrodo García quienes consolidaron el amplio poder obtenido por sus padres y antecesores. Uno de los más recordados fue Tello Téllez, obispo de Palencia y fundador de la Universidad de Palencia, la cual desafortunadamente no perduró más allá de su muerte, El primogénito, Alfonso Téllez, II señor de Meneses, alcanzó gran fama por su participación en la Batalla de las Navas de Tolosa (1212) junto a su hermano García Téllez. Al año siguiente (1213) recibió la mano de Teresa Sánchez, señora de Albuquerque, hija ilegítima del rey Sancho I de Portugal, matrimonio con el que sentó las bases para el futuro desarrollo de su casa en el Reino de Portugal. El matrimonio fundó el monasterio cisterciense de Palazuelos, mismo que se convertiría en el lugar preferente de enterramiento para los miembros del linaje en los años venideros.

## Ramificaciones
Los Meneses se ramificaron desde sus inicios, extendiéndose por Castilla y Portugal, donde encabezaron importantes señoríos, participando en la política interna de dichos reinos. Ya los hijos de Tello Pérez se pueden considerar fundadores de las tres grandes ramas castellanas:
- Alfonso Téllez, señor de Meneses, Albuquerque, Villerías, etc.: genearca de la rama principal, luego extendida a Portugal.[7]
- Suero Téllez, señor de Montealegre, Grajal, Tordehumos y Cea: genearca de la rama de Toledo.[7]
- García Téllez: genearca de la rama de Sevilla (Gutiérrez-Tello).[7]

Del primogénito, Alfonso Téllez, se distinguen además las siguientes ramificaciones:
- Alfonso II Téllez, III señor de Meneses: 
  - Transmitió el patrimonio principal de la Casa de Meneses a la Casa de Borgoña, a través del matrimonio de su única hija Mayor Alfonso con el infante Alfonso de Molina, quienes fueron padres de la reina María de Molina y de Alfonso Téllez de Molina, señor de Meneses. El hijo de este último tomó el nombre de Tello Alfonso de Meneses y fue padre de Isabel Téllez de Meneses, señora de Meneses, casada con su primo Juan Alfonso de Albuquerque. Esta descendencia se extinguió en el único hijo de estos últimos, Martín Gil de Albuquerque (ejecutado por el rey Pedro I de Castilla).[8]
- Juan Alfonso:  ascendiente directo de la reina regente Leonor Téllez y de las dos ramas ducales (por agnación fingida en la Casa de Trastámara), así como de la Casa de Téllez-Girón (agnada en Girón).
  - Su hijo Rodrigo Anes de Meneses fue padre de Juan Alfonso de Meneses, I conde de Barcelos, a su vez padre de Teresa Martínez de Meneses, madre de Juan Alfonso de Albuquerque (de quien solo quedó descendencia natural, enlazada con la descendencia de su tío Gonzalo Anes de Meneses "el Raposo").[8]
  - Su otro hijo, Gonzalo Anes de Meneses "el Raposo", fue padre de:
    - Ruy González "Raposo", padre de María de Meneses "la Raposa", señora de Villacid,[9] progenitora de la Casa de Téllez-Girón (con descendencia femenina en los condes de Ureña, duques de Osuna, etc.).
    - Alfonso Téllez "Raposo", quien fue padre de:
      1. Martín Alfonso Téllez, padre de la reina Leonor Téllez de Meneses, de Juan Alfonso Tello, VI conde de Barcelos, y de Gonzalo Téllez, conde de Neiva (estos dos últimos casados con dos hijas naturales legitimadas de Juan Alfonso de Albuquerque).
      2. Alfonso II Téllez "Raposo", padre de Juan Alfonso Tello, I conde de Orém, genearca de los condes de Viana do Alentejo, Villa Real y otros.[8]De este último descendió Beatriz de Meneses, II condesa de Villa Real, casada con Fernando de Noroña (Trastámara), cuya descendencia adoptó el apellido Meneses, culminando en los duques de Villa Real y de Camiña (Grandes de España).
- Alfonso Alfonso "el Tizón": 
  - padre de María de Meneses, presunta madre de Teresa Sánchez de Castilla, casada con su pariente Juan Alfonso de Meneses, I conde de Barcelos (con descendencia femenina mencionada arriba, enlazada a los Meneses "Raposos").[8]
- Martín Alfonso, señor de Frechilla, Villerías y Valloria: 
  - genearca de los Martínez de Meneses.[8]

## Personalidades destacadas
- Tello Pérez de Meneses, I señor de Meneses
- Leonor Téllez de Meneses, reina de Portugal
- Beatriz de Meneses, gran duquesa de la Toscana
- Mayor Alfonso de Meneses, infanta de Castilla, madre de la reina María de Molina
- Miguel de Meneses, I duque de Camiña
- Manuel de Meneses, I duque de Villa Real
- Tello Téllez de Meneses, obispo de Palencia, fundador de la Universidad de Palencia
- Juan de Meneses, obispo de Zamora, embajador de Castilla en Roma y Hungría
- García de Meneses, obispo de Évora
- Alfonso Téllez de Meneses, I señor de Albuquerque
- Juan Alfonso Téllez de Meneses, I conde de Barcelos
- Juan Alfonso Tello, IV conde de Barcelos y I conde de Ourém
- Juan Alfonso Tello, VI conde de Barcelos, almirante de Portugal
- Pedro de Meneses, I conde de Villa Real, almirante de Portugal y gobernador de Ceuta
- Bernardino de Meneses, gobernador de Murcia, conquistador de Orán
- Bernardino de Meneses, I conde de Peñalva, gobernador de Santo Domingo
- Duarte de Meneses, gobernador de la India Portuguesa
- Fernando de Meneses, capitán de Tánger
- Antonio Luis de Meneses, I marqués de Marialva
- Duarte de Meneses, III conde de Viana do Alentejo, capitán de Alcazarseguir
- Juan de Meneses "el Trigo", I conde de Tarouca, gobernador de Tánger
- Enrique de Meneses, I señor de Louriçal, gobernador de la India Portuguesa
- Duarte de Meneses, virrey de la India Portuguesa

## Variaciones heráldicas de la Casa de Meneses

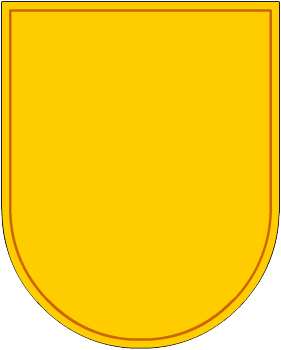
Escudo primitivo de la Casa de Meneses
Armas de los duques de Camiña
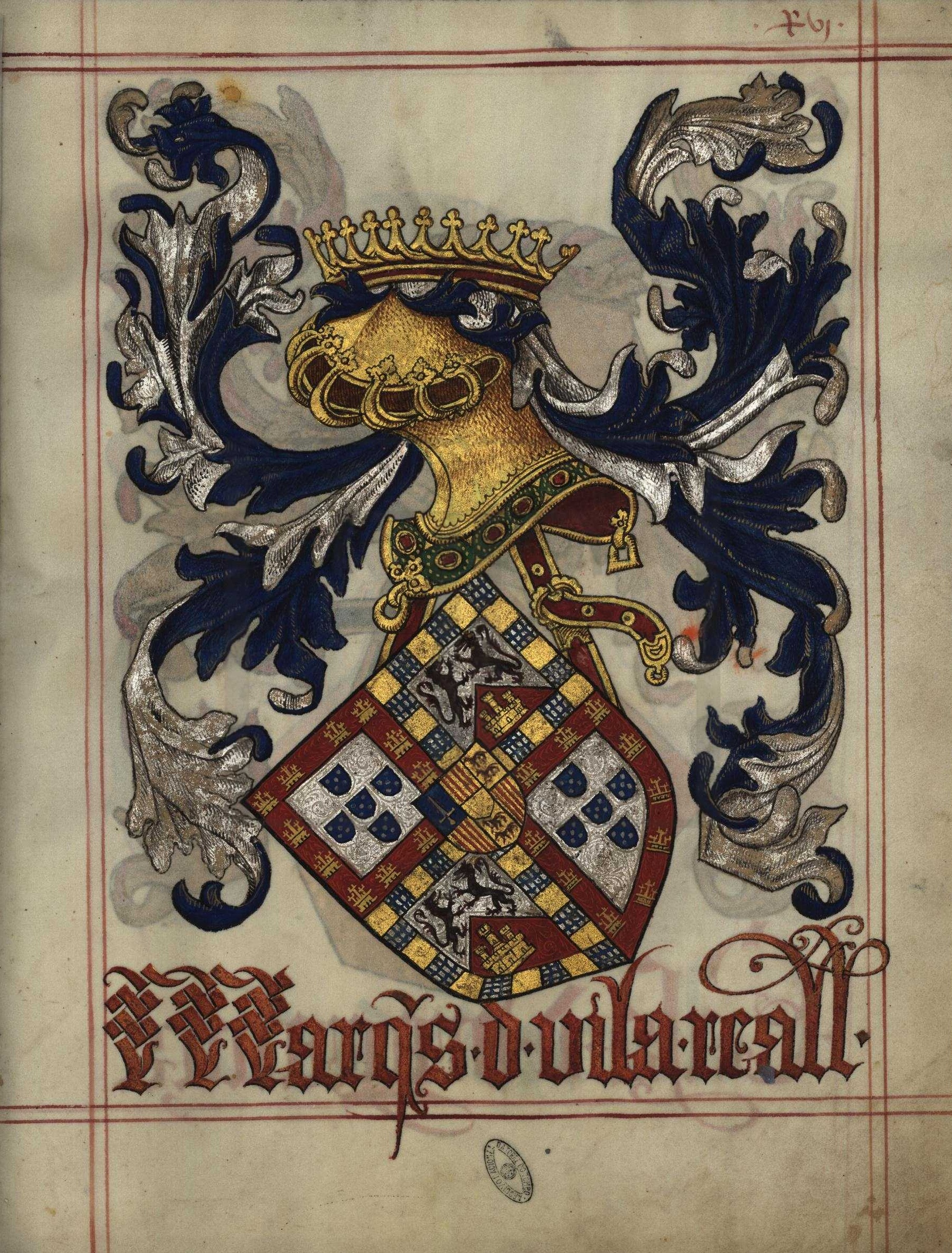
Armas del marqués de Villarreal en el "Livro do Armeiro-Mor" de Portugal
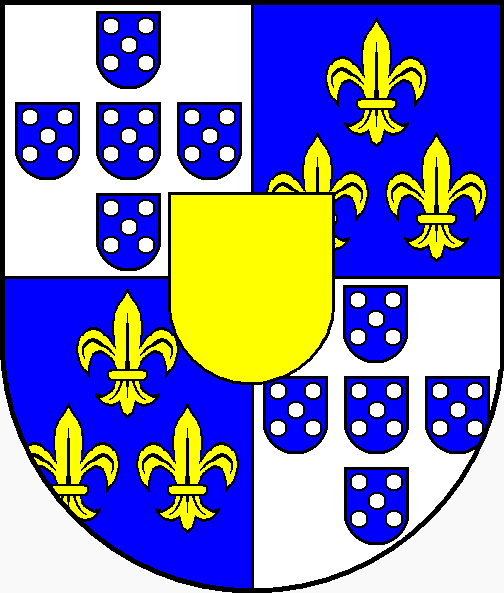
Armas de los marqueses de Louriçal y condes de Ericeira
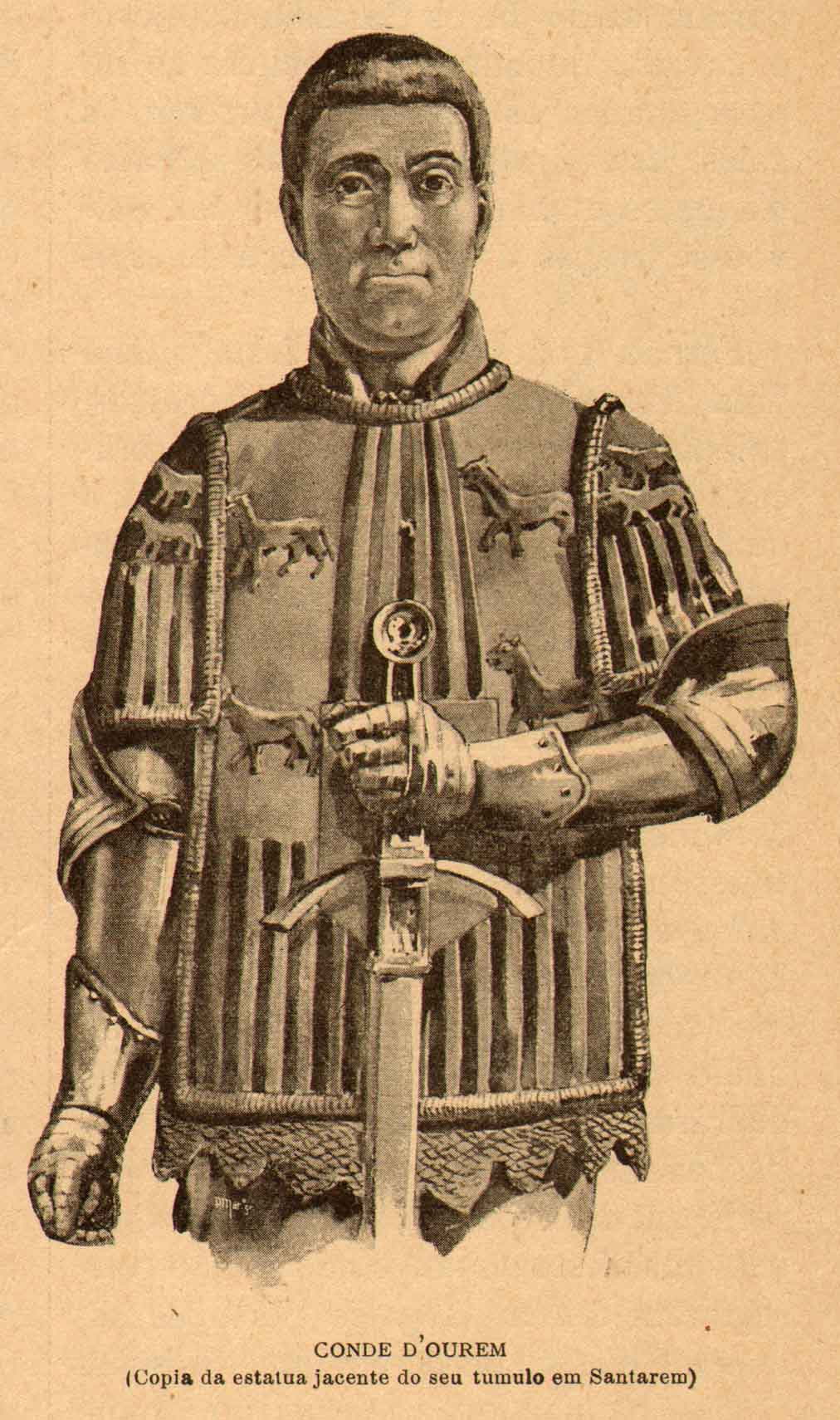
Vestimentas heráldicas de Juan Alfonso Tello de Meneses, IV conde de Barcelos y I conde de Ourém
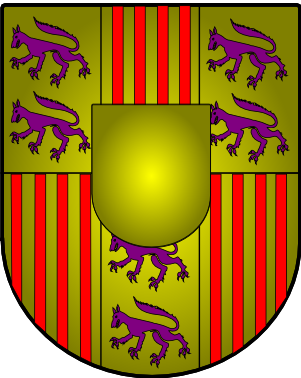
Armas de los condes de Tarouca, Barcelos, Ourém, condes de Valença y otros (Portugal)
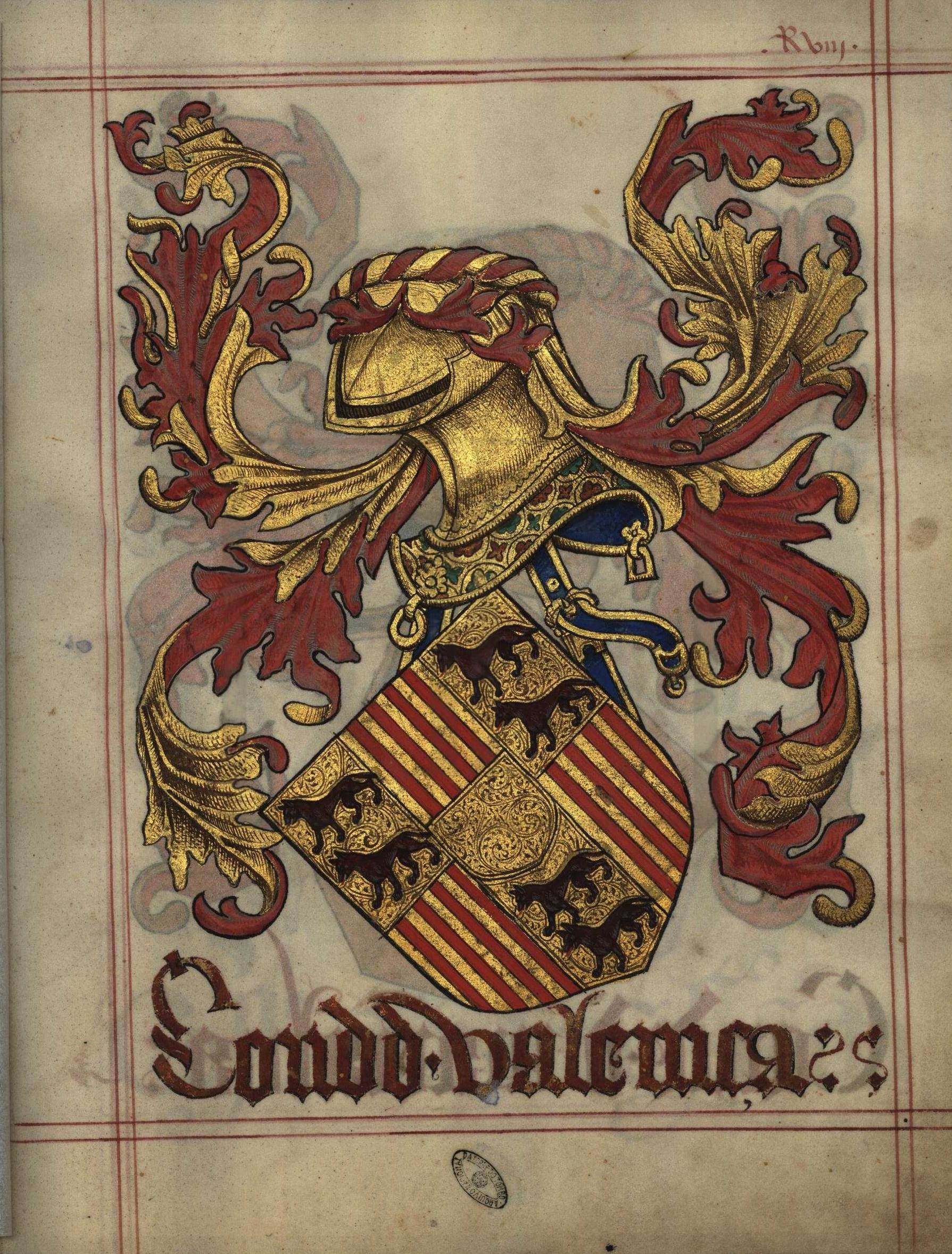
Armas de los condes de Valença en el "Livro do Armeiro-Mor" de Portugal
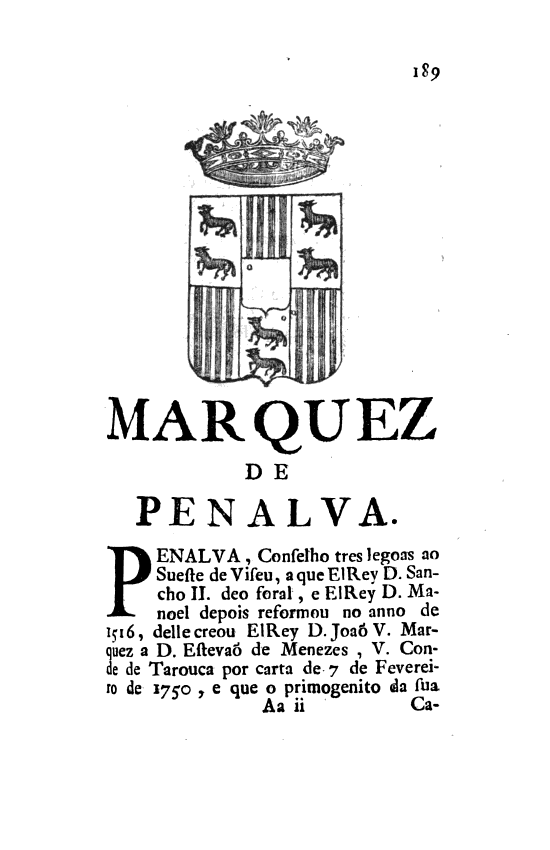
Armas de los marqueses de Peñalva (Portugal)
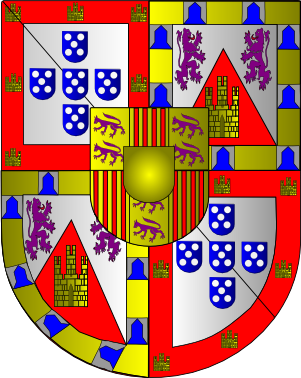
Armas extendidas de los duques de Villa Real

## Artículos relacionados
- Los Tellos de Meneses, obra de Lope de Vega